# Phare de Tennholmen
Le phare de Tennholmen (en norvégien : Tennholmen fyr) est un phare côtier dans la commune de Bodø, dans le Comté de Nordland (Norvège). Il est géré par l'administration côtière norvégienne (en norvégien : Kystverket).

## Histoire
Le phare est situé sur l'île Tennholmen (archipel de Givær) dans le Vestfjord à l'ouest des îles de Givær, à environ 32 km à l'ouest de Bodø.
Le phare a été construit en 1901. Il a été électrifié en 1960 et doté d'un radiophare en 1971. Il a été automatisé en 1988 et dépourvu de personnel en 2002.
Il est équipé d'un radar Racon émettant la lettre N.

## Description
Le phare ,  est une tour de 14 mètres de haut, avec une galerie et une lanterne, dépassant d'une maison-phare en bois de deux étages. La maison est blanche et la lanterne est rouge. Il émet, à une hauteur focale de 27 mètres, un éclat blanc toutes les 30 secondes. Sa portée nominale est de 15.5 milles nautiques (environ 29 km).
Identifiant : ARLHS : NOR-045 ; NF-7000 - Amirauté : L2554 - NGA : 10736 .

### Lien connexe
- Liste des phares de Norvège